# Octava lírica
Una octava lírica, en mètrica poètica, és una octava (aplec de dos quartets) amb característiques diferents a les altres. Es tracta d'una estrofa evolucionada de l'octava toscana, a partir de l'strambotto medieval (composicions líriques populars italianes). No s'ha de confondre amb l'octava italiana que té característiques mètriques pròpies i diferents forma i origen.

## Característiques
L'octava lírica pot ser d'Art major i d'Art menor, indistintament. Habitualment un quartet acompanyat d'un altre monorrim, llevat del darrer vers que rima igual que el darrer vers del primer quartet. D'això se'n diu zègel.
Així l'estructura queda: (ababcccb), en cas d'Art menor:
| «                                              | Cada gota de rosada té son arc de Sant Martí, cada ocell sa refilada, cada palau son jardí; té sa llum cada capella, cada bosc sa fontanella; lo dia clou sa parpella, més tingué son dematí. | » |
| — Jacint Verdaguer, Records i somnis, vv. 1-8. | |   |

Destaca el seu individualisme expressat en un llenguatge que vol ser general però on traspua l'emoció i brevetat degut a la inspiració afectiva, tot evocant la pròpia visió sentimental individual. Un cas de lirisme expressiu on el vers concreta un pensament circumscrit en una sola composició, en aquest cas l'Octava lírica que perfectament li escau.
Els versos eren heptasíl·labs, però en la Mètrica catalana i, concretament en el mateix autor també hi trobem casos evidents d'Octava lírica d'Art major, aquí utilitzant l'alexandrí, més propi de la circumstància concreta, en aquest cas de Poesia narrativa que serveixen per narrar una situació concreta.
| «                                                                               | Les goges de Mirmanda, de Vallespir i Alberes aquell matí dansàvem en lo Bosquet dels Horts, en lo bosquet de roures d'alzines i sureres, d'una arpa de set cordes als divinals acords. De prompte se sentiren remors en la collada, com d'un torrent quan ronca venint la torrentada; la borinor s'acosta, rodola la tronada i en la serena riuen del Pirineu los ports. | » |
| — Jacint Verdaguer Passatge d'Haníbal, La Fada de Mirmanda, VII cant del Canigó | |   |

Aquí l'estructura l'expressarem igualment, però amb Art major: (ABABCCCB)